# Federico Gilardi
Federico Gilardi (1991) è un nuotatore italiano, che detiene il record mondiale nella prova dei 200m Super Lifesaver..

## Palmarès
- Giochi mondiali

Birmingham 2022: bronzo nei 200m super lifesaver.